# Chlorocoma rhodoloma
Chlorocoma rhodoloma là một loài bướm đêm trong họ Geometridae.